# Dömölky Dániel
Dömölky Dániel (1985 –) Junior Prima-díjas magyar fotográfus, építész, látvány- és díszlettervező.

## Életpályája
Édesapja Dömölky János filmrendező, édesanyja Takács Kati színésznő. 2002-ben a Subscribe együttes fotósa lett. 2009-ben a Moholy-Nagy Egyetemen szerzett építészdiplomát, 2008-ban a törökországi Marmara Egyetem Művészeti karán belsőépítészetet tanult. 2007 óta dolgozik szabadúszó fotográfusként, főleg színház-, tánc-, reklám- és építészeti fotózás területén. Rendszeresen fotózta a Katona József Színház, a Radnóti Színház és a Vígszínház társulatát, előadásait.

## Díjai, elismerései
- Vígszínház-díj (2015)
- Junior Prima-díj (2015)[9]